# Indiopsocus texanus
Indiopsocus texanus är en insektsart som först beskrevs av Samuel Francis Aaron 1886.  Indiopsocus texanus ingår i släktet Indiopsocus och familjen storstövsländor. Inga underarter finns listade i Catalogue of Life.